# 召市镇
召市镇，是中华人民共和国湖南省湘西土家族苗族自治州龙山县下辖的一个乡镇级行政单位。

## 行政区划
召市镇下辖以下地区：
召市社区、双溪村、双进村、兴合村、前卫村、方坡村、堰塘村、新园村、托利湖村、瓦房沟村、川洞村、大兴村、红卫村、辰柳村、坪溪村、岩门坡村、兴隆村、安塘村、辽叶村、杨家村、可立村和外坡村。